# Flight of the Living Dead: Outbreak on a Plane
Flight of the Living Dead: Outbreak on a Plane o Flight of the Living Dead es una película estadounidense de ciencia ficción, terror y suspenso de acción estrenada directamente para vídeo en el 2007. Está dirigida por Scott Thomas y producida por David Shoshan.

## Argumento
En un vuelo de rutina de Los Ángeles a París, un grupo de científicos renegados ha subido de contrabando a bordo un contenedor secreto que contiene a un colega científico infectado con un virus mortal genéticamente modificado que reanima a los muertos. Se dice que el virus es una variante del "virus de la malaria". Descubrieron y fabricaron el virus con la intención de convertirlo en un arma biológica. Su objetivo era producir "súper soldados" que pudieran continuar luchando en las condiciones más duras, incluso siendo heridos de muerte o bajo intenso fuego enemigo. El virus se transmite a través de fluidos corporales. Los infectados tienen habilidades sobrehumanas, como correr y saltar más allá de las capacidades humanas. Los zombies también se vuelven muy duraderos, ya que uno sobrevivió siendo convertido en mantillo parcial después de ser arrojado al motor de un avión.
El Jumbo 747 se enfrenta a tormentas eléctricas masivas y los violentos movimientos de las turbulencias liberan a uno de los científicos infectados de su bodega de carga. Al principio, la científica que salió de su almacenamiento parece normal, aunque no tiene idea de dónde está. Los destellos de sangre y gérmenes en la pantalla indican que ella está sucumbiendo a la cepa mutada. La caja en la que se encontraba aparentemente se mantuvo a bajas temperaturas para mantenerla en estasis y sofocar la malaria, que es más poderosa. Ella ve a un guardia, que perdió una pierna después de que le cayeron encima cajas pesadas. Ella le ruega que le pregunte dónde está, pero el guardia herido le dispara. Dos de los científicos bajan junto con el copiloto para comprobar si el contenedor ha sido dañado por las turbulencias. Posteriormente son emboscados por la señora (se la consideraría Paciente Cero) y el guardia ahora infectado. Luego, los zombis logran irrumpir en la bodega de pasajeros, iniciando un brote de zombis. Los pasajeros no infectados deben luchar por sobrevivir a bordo del vuelo. Ningún gobierno permitirá que aterrice el avión infectado, dejando a los supervivientes varados en el cielo con sus voraces torturadores. Billy, su esposa Anna, Burrows, Frank, Paul y Megan, una azafata a bordo del avión, son los únicos que quedan de los no infectados. Deben dirigirse a la cabina y avisar a un avión de combate detrás de ellos que todavía hay personas vivas a bordo del 747 o el caza los destruirá con un ataque con misiles guiados. Después de lograr conseguir una ametralladora MP5K del guardia muerto, Burrows, Frank y Billy se abren camino desde la cola del avión hasta la cabina, mientras la pareja se queda atrás. Billy es mordido, pero logra matar a algunos de los pasajeros no-muertos antes de que el virus se apodere de él. Cuando Anna viene a ayudar a Billy, la muerden pero mata a un zombi metiéndole un paraguas en la boca. Luego, los zombis intentan invadirlos, pero Billy abre la salida de emergencia y la mayoría de los infectados son succionados.
Frank y Burrows llegan a la cabina donde Frank mata al copiloto y al piloto zombies, y los dos intentan sacar el avión del piloto automático y hacerle una señal al caza que les dispara. Finalmente tienen éxito y mueven las alas del avión, alertando al caza. El piloto del caza presiona la tecla de cancelación y el misil explota lejos del 747, pero lo suficientemente cerca del avión como para abrir un agujero en el costado. Aparentemente todos los zombies son succionados. Frank y Burrows intentan controlar el avión, pero chocan contra una montaña y aterrizan cerca de Las Vegas, Nevada.
Mientras los supervivientes caminan hacia la ciudad, aparentemente algunos de los zombis también sobrevivieron al accidente y también se dirigen hacia la ciudad.

## Reparto
| Actor             | Personaje      |
| ----------------- | -------------- |
| David Chisum      | Truman         |
| Kristen Kerr      | Megan          |
| Kevin J. O'Connor | Frank          |
| Richard Tyson     | Paul Judd      |
| Erick Avari       | Dr. Bennett    |
| Derek Webster     | Long Shot      |
| Todd Babcock      | Copiloto Randy |
| Siena Goines      | Anna           |
| Mieko Hillman     | Stacy          |
| Raymond J. Barry  | Capitán Banyon |
| Sarah D'Laine     | Cara           |
| Brian Ames        | Tony           |
| Brian Kolodziej   | Peter          |
| Ashley Bashioum   | Jackie         |
| Laura Cayouette   | Dra. Kelly     |
| Heidi Marnhout    | Emily          |
| Dale Midkiff      | Dr. Thorp      |
| Cliff Weisman     | Dr. Sebastian  |
| David Feldman     | Porter         |
| Tucker Smallwood  | Coronel Wolff  |
| Michael Tomlinson | Madison        |
| Rick Murken       | Piloto         |
| Claudia Katz      | Monja          |
| Danielle Nicole   | Lizzy          |

## Producción
La película no fue remitida a la Motion Picture Association of America y es por esto que no está calificada por edad, además de haber sido lanzada directamente en DVD pese a lo que se dice en su página web. Se estrenó en varios festivales de cine, entre ellos el Fantastic Fest y el LA Film Fest.
Al principio la película iba a titularse Plane Dead como aparece en la página oficial, pero finalmente se adoptó el título Flight of the Living Dead: Outbreak on a Plane.

## Recepción
En general la película recibió críticas positivas aunque muchas de estas señalaban la poca calidad de los actores, mientras que las críticas negativas destacaban la lentitud del ritmo de la película y la falta de originalidad. En cuanto a los espectadores la película recibe un aprobado, solo llegando al siete, o al tres de cinco en este caso, en Bloody Disgusting Horror.

### Crítica especializada
Martin Grey de Eye for Film le da tres estrellas de cinco a la película, diciendo de ella que en la película «no hay nada que no hayas visto antes» y que le falta originalidad además de que parece que tarda en arrancar la acción de la película pero que una vez que lo hace «es difícil que no guste». El crítico destaca como algo negativo la «inconsistencia del tono» que en algunos momentos es serio, después raro y luego serio de nuevo, además de que no tiene tensión. En cuanto al director dice que muestra en la película la inexperiencia propia de un director de cine primerizo. De la actuación del reparto dice que es de bajo nivel, excepto la de Kevin J. O'Connor en el papel del criminal Frank. Como nota positiva comenta que el maquillaje y los efectos logran su función, aunque algunas de las escenas de tiroteos no terminan de funcionar. Sí lo hacen, por el contrario, las escenas cómicas, sobre todo las que tiene que ver con los zombis, en concreto aquella en la que uno no consigue desabrocharse el cinturón de seguridad. Para terminar, dice que no es una de esas películas que hay que ver, pero que está bien para pasar el rato mientras esperas a que pongan otra en un avión. 
| Crítica especializada    | Crítica especializada |
| ------------------------ | --------------------- |
| Publicación              | Calificación          |
| Eye for Film             | [ 5 ]                 |
| Fantastic Fest Review    | (desfavorable)        |
| Esplatter                | (favorable)           |
| Bloody Disgusting Horror | [ 4 ]                 |
| DVDtown                  | (desfavorable)        |
| Media de críticas        |                       |
| Rotten Tomatoes          | , 83% (de 5 críticas) |
| Puntuación de usuarios   |                       |
| Imdb.com                 | 5.5/10 estrellas      |
| Rotten Tomatoes          | [ 7 ]                 |
| Bloody Disgusting Horror | [ 4 ]                 |
| Filmaffinity             | [ 8 ]                 |
| Media total              | 4.05/10               |

En Fantastic Fest Review el crítico Jette Kernion expresa su disgusto porque la película solo apareció publicada en DVD. Comenta que todos los «clichés asociados a los dramas en aviones» aparecen en la película; el piloto que está a punto de retirarse, los pasajeros que no pueden llegar a París, el golfista que lleva un palo de golf con él, incluso una monja en su hábito. Sobre el diálogo dice que no es para nada memorable y sobre la película en sí dice que es tonta y que hace que Shaun of the dead parezca El padrino.
En Esplatter, Lucius Gore expresa también su disgusto al no estrenar la película en cines diciendo que «merecía mucho más de un estreno directamente a vídeo» y añadiendo que le pareció una de las «mejores películas de zombies del 2007», incluso habiendo visto 28 weeks later y a pesar de que la película tarda en arrancar unos 45 minutos. De los actores destaca que no son conocidos exceptuando a Dale Midkiff. Como dato curioso relaciona la situación en el avión con el 11 de septiembre, aunque en este caso al final sobreviven algunos pasajeros. Sobre el director comenta que aunque el director debuta con esta película en el género de terror «demuestra un entendimiento del suspense y el terror».
En Bloody Disgusting Horror BC que le da 3.5 de cinco estrellas, recomienda al 100% la película diciendo que es justamente lo que no es Snakes on a plane, «Una divertida e intencional película de serie b diseñada para una gran audiencia» en la que la acción comienza a los 20 minutos de haber empezado la película. Sobre los actores dice que son buenos, aunque no son conocidos.
En DVDtown el crítico John J. Puccio destaca el hecho de su publicación directamente en DVD, comparándola con Snakes on a Plane y presentándola como una mala combinación de esta última y Night of the Living Dead. Según el crítico desde que terminan los créditos de apertura la película no hace sino «ir cuesta abajo», además destaca es que está llena de clichés.
En Rotten tomatoes tiene seis críticas donde cinco de ellas son positivas y una negativa, alcanzando un 6.4/10 y un 83% en su tomatómetro.

### Crítica de los usuarios
En Imdb.com los usuarios le dan a la película una nota de 5.5/10, en Rotten Tomatoes los usuarios le dan un 2.8/5 siendo que a un total de 35% les gustó la película. En Bloody disgusting horror le dan tres de cinco calaveras que equivale a tres estrellas y en Filmaffinity le dan un 4.9/10.